# Tuc Watkins
Tuc Watkins (Kansas City, Kansas, 2. rujna 1966.) je američki glumac. Najpoznatiji je po ulozi Boba Huntera u TV seriji "Kućanice", kao i po ulozi Davida Vickersa u sapunici "One Life to Live".